# Валлійські цифри
Систем підрахунку в валлійській мові є дві:
Традиційна система підрахунку — двадцяткова, базована на двадцятках, де числа від 11 до 14 є «а на десять», від 16 до 19 — «а на п'ятнадцять» (хоча 18 зазвичай є «дві дев'ятки»); числа від 21 до 39 — «1-19 на двадцяти», 40 — «два двадцять», 60 — «три двадцять» тощо.
Друга — десяткова система підрахунку, як в українській, де числа є одиницями "а десять б ", наприклад тридцять п'ять (35) у десятковій системі — це tri deg pump (три десять п'ять), а у двадцятковій системі це pymtheg ar hugain (п'ятнадцять — сама «п'ять-десять» — на двадцять).

## Числівники
| Число             | Двадцяткова система                                              | Десяткова систена                 |
| ----------------- | ---------------------------------------------------------------- | --------------------------------- |
| 0                 | sero/dim                                                         | sero/dim                          |
| 1                 | un                                                               | un                                |
| 2                 | dau (ч), dwy (ж)                                                 | dau (ч), dwy (ж)                  |
| 3                 | tri (ч), tair (ж)                                                | tri (ч), tair (ж)                 |
| 4                 | pedwar (ч), pedair (ж)                                           | pedwar (ч), pedair (ж)            |
| 5                 | pum(p)                                                           | pum(p)                            |
| 6                 | chwe(ch)                                                         | chwe(ch)                          |
| 7                 | saith                                                            | saith                             |
| 8                 | wyth                                                             | wyth                              |
| 9                 | naw                                                              | naw                               |
| 10                | deg/un deg, deng                                                 | deg/un deg, deng                  |
| 11                | un ar ddeg («один на десять»)                                    | un deg un                         |
| 12                | deuddeg, deuddeng                                                | un deg dau/dwy                    |
| 13                | tri/tair ar ddeg                                                 | un deg tri/tair                   |
| 14                | pedwar/pedair ar ddeg                                            | un deg pedwar/pedair              |
| 15                | pymtheg, pymtheng                                                | un deg pump                       |
| 16                | un ar bymtheg («один на п'ятнадцять»)                            | un deg chwech                     |
| 17                | dau/dwy ar bymtheg                                               | un deg saith                      |
| 18                | deunaw/tri/tair ar bymtheg («дві дев´ятки»/«три на п'ятнадцять») | un deg wyth                       |
| 19                | pedwar/pedair ar bymtheg                                         | un deg naw                        |
| 20                | ugain                                                            | dau ddeg                          |
| 21                | un ar hugain («один на двадцять»)                                | dau ddeg un                       |
| 22                | dau/dwy ar hugain                                                | dau ddeg dau/dwy                  |
| 23                | tri/tair ar hugain                                               | dau ddeg tri/tair                 |
| 24                | pedwar/pedair ar hugain                                          | dau ddeg pedwar/pedair            |
| 25                | pump ar hugain                                                   | dau ddeg pump                     |
| 26                | chwech ar hugain                                                 | dau ddeg chwech                   |
| 27                | saith ar hugain                                                  | dau ddeg saith                    |
| 28                | wyth ar hugain                                                   | dau ddeg wyth                     |
| 29                | naw ar hugain                                                    | dau ddeg naw                      |
| 30                | deg ar hugain («десять на двадцять»)                             | tri deg                           |
| 31                | un ar ddeg ar hugain                                             | tri deg un                        |
| 32                | deuddeg ar hugain                                                | tri deg dau/dwy                   |
| і т.д.            |                                                                  |                                   |
| 40                | deugain («два двадцять)                                          | pedwar deg                        |
| 41                | deugain ac un («два двадцять і один»)                            | pedwar deg un                     |
| 50                | deg a deugain                                                    | pum deg hanner cant («пів сотні») |
| 51                | un ar ddeg a deugain                                             | pum deg un hanner cant ac un      |
| 60                | trigain («три двадцять»)                                         | chwe deg                          |
| 61                | trigain ac un                                                    | chwe deg un                       |
| 70                | deg a thrigain («десять і три двадцять»)                         | saith deg                         |
| 71                | un ar ddeg a thrigain («один на десять і три двадцять»)          | saith deg un                      |
| 80                | pedwar ugain («чотири двадцять»)                                 | wyth deg                          |
| 81                | pedwar ugain ac un                                               | wyth deg un                       |
| 90                | deg a phedwar ugain («десять і чотири двадцять»)                 | naw deg                           |
| 91                | un ar ddeg a phedwar ugain («один на десять і чотири двадцять»)  | naw deg un                        |
| 100               | can(t)                                                           | can(t)                            |
| 200               | dau gant                                                         | dau gant                          |
| 300               | tri chant                                                        | tri chant                         |
| 400               | pedwar cant                                                      | pedwar cant                       |
| 500               | pum cant                                                         | pum cant                          |
| 600               | chwe chant                                                       | chwe chant                        |
| 700               | saith cant                                                       | saith cant                        |
| 800               | wyth cant                                                        | wyth cant                         |
| 900               | naw cant                                                         | naw cant                          |
| 1000              | mil                                                              | mil                               |
| 2000              | dau fil/dwy fil                                                  | dau fil/dwy fil                   |
| 1,000,000         | miliwn                                                           | miliwn                            |
| 1,000,000,000     | biliwn                                                           | biliwn                            |
| 1,000,000,000,000 | triliwn                                                          | triliwn                           |

## Варіація форми
Існує певна варіація форми числівників, визвана синтаксисом і фонологією. Наприклад, чоловіча і жіноча форми числа «два» (dau та dwy), «три» (tri та tair) і «чотири» (pedwar та pedair) повинні узгоджуватися з граматичним родом об'єктів, що підраховуються. Числівники «п'ять», «шість» і «сто» (pump, chwech і cant) також мають скорочені форми (pum, chwe, can) коли вони стоять перед іменником. Слова «десять», «дванадцять» і «п'ятнадцять» (deg, un deg dau/deuddeg, un deg pump/pymtheg) мають альтернативні форми deng, deuddeng, pymtheng, які вживаються перед носовими приголосними (що може бути результатом мутації) та, інколи, перед голосними; ці форми стають все менш поширеними. Числівники змінюються належним чином відповідно до нормальних правил зміни приголосних. Деякі з них також викликають мутацію у декількох наступних словах (подробиці див. нижче).

## Використання десяткової системи
Десяткова система найпоширеніша, але доволі рідко використовується для дат і віку. Однак більші числа, як правило, виражаються в цій системі: наприклад 1965 mil, naw cant chwe deg pump. З іншого боку, коли йдеться про роки, вказується кількість тисяч, за якою йдуть окремі цифри: наприклад 1965 mil naw chwe(ch) pump. Схоже, що ця система розминулася для років після 2000: наприклад коли 1905 буде mil naw dim pump, то 2005 буде dwy fil a phump.
Валлійська десяткова система була розроблена патагонно-валлійськими підприємцями 19 століття в Аргентині для бухгалтерських цілей. У своїй книзі, опублікованій в 1878 році, Річард Джонс Бервін рекомендував вчителям використовувати цю систему в перших школах валлійської мови в Патагонії. Пізніше система була прийнята в Уельсі наприкінці 1940-х років з початком валлійської середньої освіти.

## Вживання з іменниками
З числами вживається форма іменника однини, але для більших чисел допускається альтернативна форма, де частка o (в українській мові як родовий відмінок) разом з іменником у множині слідує за числом. За винятком таких випадків, іменник розміщується безпосередньо після числа, але перед будь-якими частинами числа, які додаються за допомогою частки ar («на») у традиційній (двадцятковій) системі.
Іменники також підвергаються мутації після багатьох чисел. Un викликає м'яку мутацію (treiglad meddal) в іменниках жіночого роду, крім тих, що починаються на «ll» і «rh», але не в іменниках чоловічого роду. Dau і dwy обидва викликають м'яку мутацію (включно з ll і rh). Tri (але не tair) і chwe викликають аспіровану мутацію. Кілька вищих чисел (pum, saith, wyth, deng, deuddeng, і pymtheng) викликають носову мутацію при використанні з blynedd («рік, роки»). Частина числа, яка пишеться одразу перед іменником, визначає мутацію іменника. У формі множини з часткою o, м'яка мутація використовується як зазвичай після o.
Наступний приклад ілюструє деякі з цих моментів:
| Українська          | Тридцять шість собак                                              |
| Двадцяткова система | Un ci ar bymtheg ar hugain Один собака на п´ятнадцять на двадцять |
| Двадцяткова система | Un ar bymtheg ar hugain o gŵn Один на п´ятдцять на двадцять собак |
| Десяткова система   | Tri deg chwech o gŵn Три десять шість собак                       |